# Siquinalá
Siquinalá est une ville du Guatemala dans le département d'Escuintla.